# Amphelictogon cubanus
Amphelictogon cubanus är en mångfotingart som beskrevs av Chamberlin 1918. Amphelictogon cubanus ingår i släktet Amphelictogon och familjen Chelodesmidae. Inga underarter finns listade i Catalogue of Life.